# IMac
De iMac is een alles-in-één-computer van Apple, waarbij de 'i' van iMac staat voor internet, individual (individueel), instruct (instrueren), inform (informeren) en inspire (inspireren). De computer maakt een groot deel uit van Apples consumentenaanbod sinds de introductie in 1998. De iMac heeft sindsdien steeds nieuwe modellen gekregen, waarbij altijd de integratie van beeldscherm en computer centraal staat.

## Modellen
1. iMac G3 (1998-2002)
2. iMac G4 (2002-2004)
3. iMac G5 (2004-2006)
4. Polycarbonaat met Intel-processor (2006-2007)

Tijdlijn van iMac-modellen.

5. Aluminium iMac (2007-2009)
6. Unibody iMac (2009-2012)
7. Slim iMac (2012-2015)
8. Retina iMac (2015-2021)
9. Apple silicon iMac (2021-heden)

## Generaties

### Eerste generatie (1998-2002)

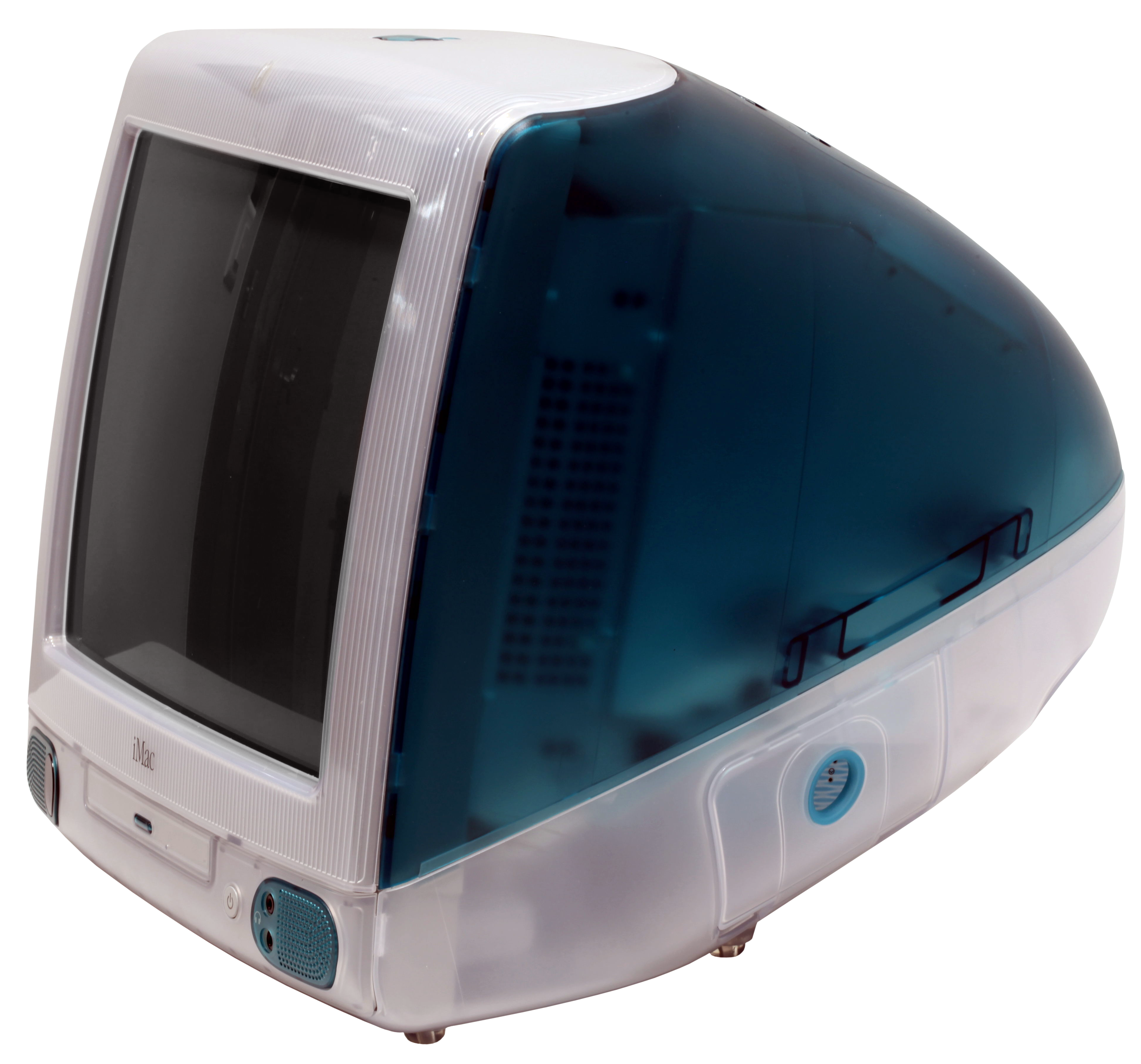
De iMac G3.

Na de terugkeer van Steve Jobs bij Apple werd de iMac G3 ontwikkeld. Deze terugkeer naar Apples klassieke alles-in-eenconcept verscheen in 1998. De computer had een semi-transparante behuizing in de kleur Bondi Blue, met een bijpassend toetsenbord en een geheel ronde eenknopsmuis. Destijds werd het als zeer opmerkelijk beschouwd dat het apparaat geen diskettestation bevatte. Die werd door Jobs als overbodig en ouderwets beschouwd. Tot ongenoegen van vele Applegebruikers waren ook de SCSI-interface en Apple Desktop Bus weggelaten. Dit betekende dat randapparatuur alleen kon worden aangesloten via USB of ethernet. Destijds werd dit gezien als een radicale zet van Apple, omdat SCSI als de norm gold en USB nog maar weinig geschikte randapparatuur kende. Ironisch genoeg heeft de iMac hierdoor juist sterk bijgedragen aan de popularisering van de USB-standaard.
De eerste iMac was technisch gezien gebaseerd op de PowerBook G3-laptop van Apple, geïntegreerd met een conventioneel CRT-beeldscherm. Dit was een gevolg van Jobs beslissing om het hoge aantal verschillende moederborden die door Apple werden gebruikt drastisch terug te brengen, nadat de diversificatie onder zijn voorganger Gilbert Amilio geheel uit de hand was gelopen.
De eerste iMac was een succes en werd al gauw opgevolgd door een nieuwe serie uitgebracht in vijf verschillende kleuren. Deze nieuwe reeks bevatte tevens een snellere processor, een betere grafische kaart en een grotere harde schijf. De infraroodpoort van het eerste model werd echter verwijderd.
De populariteit van de iMac zorgde ook voor imitaties van de computer: de E-Power en AIO van Future Power, de Pliché van Fujitsu, de eVilla van Sony, de e-One van Sotec en anderen. Apple is met succes hiertegen een rechtszaak aangegaan. Evenzo leidde onder meer de iPod Nano, de Mac mini en de iPhone voor vele imitaties.

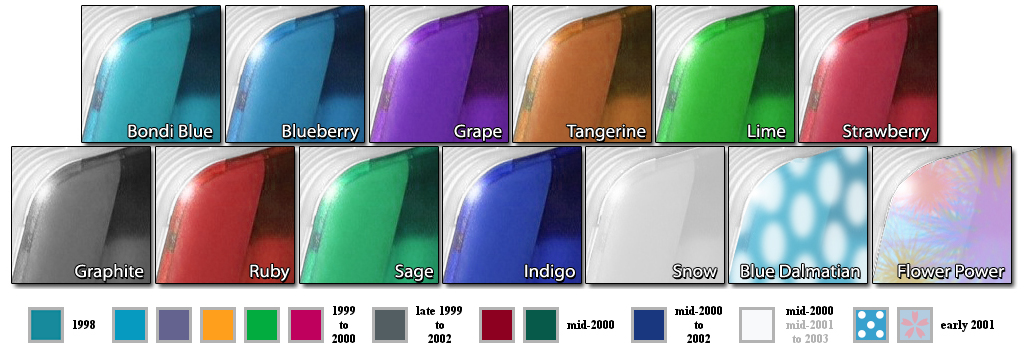
De 13 "smaken" van de iMac G3

Na de eerste reeks iMac G3 volgde een tweede serie met een "slot-loading"-cd-rom of -dvd-drive. Deze vernieuwde iMac G3 was geheel doorzichtig. Daarnaast werden ze uitgerust met snellere processors en meer geheugen. Ook de grafische kaart werd weer vervangen door een beter model. De ventilator werd echter weggelaten waardoor de iMac zeer stil werd. De "slot-loading"-iMac G3 werd ook in "Special Edition"-uitvoeringen verkocht met nog meer geheugen, snellere processor en andere kleuren.
De iMac G3's werden daarna nog vele keren verbeterd, en ook kwamen er nieuwe kleuren ter vervanging van de vijf "oudere" kleuren, waaronder Graphite (Apples Pro kleur), Snow, Ruby en andere. Deze modellen werden ook voorzien van een cd-brander en FireWire-aansluiting. De productie van de succesvolle iMac G3 werd uiteindelijk op 2 juli 2001 gestopt in afwachting van zijn opvolger. Maar doordat de iMac G4 niet erg goedkoop was, is de iMac G3, die met het jaar goedkoper werd, nog tot 2003 geproduceerd als goedkoop instapmodel. De in 2002 geïntroduceerde eMac is qua ontwerp bijna identiek aan de iMac G3, ook al was de eMac bedoeld voor de onderwijsmarkt, had deze rondere luidsprekers, was hij niet doorzichtig en had hij een G4-processor.

### Tweede generatie (2002-2004)

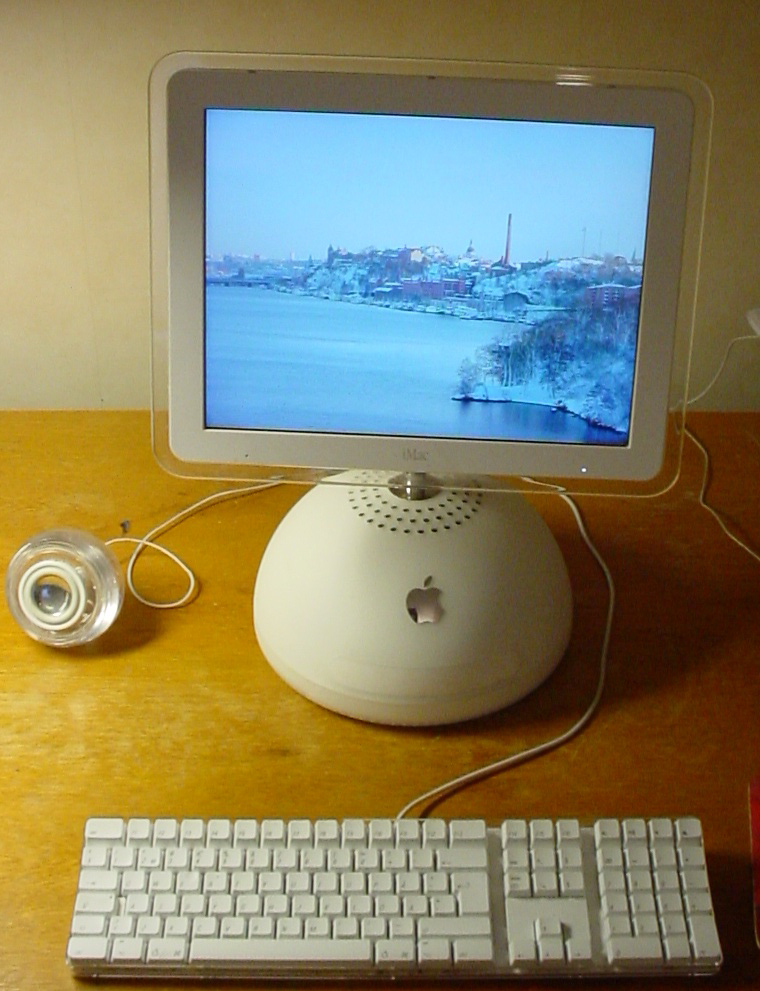
De iMac "zonnebloem"

Op 7 januari 2002 werd de iMac G4 geïntroduceerd. Het ontwerp van deze iMac van de tweede generatie was volledig nieuw en deed futuristisch aan. De iMac werd uitgerust met de krachtigere PowerPC G4-processor. Andere kenmerken van dit model waren: losse Apple Pro-luidsprekers (optioneel), een groter RAM-geheugen en een grotere opslagcapaciteit van de harde schijf. Ook was dit de eerste iMac die gebruikmaakte van een grafische kaart van chipfabrikant NVIDIA.
Bij de introductie werd de iMac geleverd met een lcd-beeldscherm van 15 inch (38 cm) en een half jaar later met 17 inch (43 cm). Vanaf 18 november 2003, werd het zelfs mogelijk om de iMac met een 20 inchbeeldscherm (51 cm) uit te rusten. De behuizing van de computer werd uitgevoerd als een halfronde bol die diende als voet van een in alle richtingen draaibaar en kantelbaar tft-, Active Matrix-lcd-beeldscherm. In tegenstelling tot haar voorganger, was deze iMac niet verkrijgbaar in half transparante kleuren; de machine was alleen verkrijgbaar in een hagelwitte behuizing. Het model werd door Apple aangeprezen als even flexibel als een bureaulamp, waarop de machine de bijnaam iLamp kreeg. De iMac "Flat Panel" was gedurende haar productieperiode gepromoot als De Nieuwe iMac, maar kreeg al snel de bijnaam "Zonnebloem".
Vanuit technisch oogpunt is de iMac G4 nauw verwant aan de eMac. De twee computers werden beide voorzien van een G4-processor die op dezelfde snelheid draaide. Ook qua configuratie deed de eMac nauwelijks onder voor zijn duurdere broertje. Het grootste verschil was duidelijk het beeldscherm. De eMac bleef als enige Macintosh met een CRT-beeldscherm over. Deze computer was specifiek ontworpen voor onderwijsinstellingen (vandaar de 'e' van educatie) en was goedkoper te produceren dan de relatief dure iMac.
Op 31 augustus 2004 werd de productie van de iMac G4 beëindigd.

### Derde generatie (2004-2006)

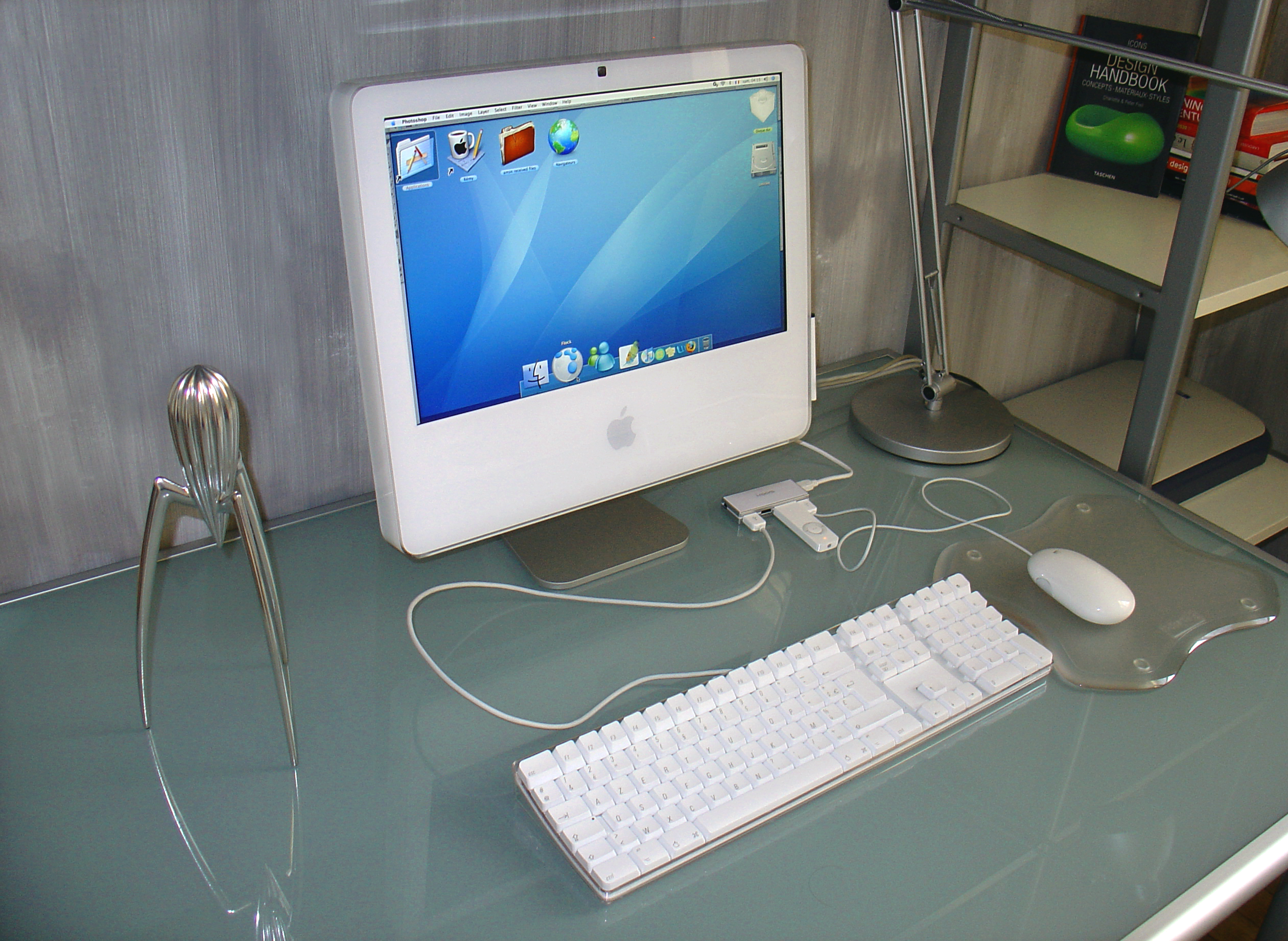
De iMac Core Duo

Op 30 augustus 2004 werd de volledig nieuwe iMac G5 uitgebracht. Tegen deze tijd was de PowerPC G5-processor reeds gelanceerd en werd deze gebruikt in Apples vlaggenschip, de Power Macintosh G5-lijn. De Power Mac G5 stond bekend om zijn gebruik van meerdere ventilatoren, om aan de hoge hitteproductie van de G5-processor(s) tegemoet te komen. Desondanks lukte het Apple om met het nieuwe iMac-ontwerp de G5-processor op te nemen in haar traditionele alles-in-eenuitvoering, zonder oververhittingsproblemen ten gevolge van het uiterst compacte ontwerp. De nieuwe iMac G5 was namelijk in haar volledigheid opgenomen achter het lcd-scherm. De computer gaf daarmee in zijn geheel de indruk van een verdikt lcd-scherm. Apple adverteerde zijn nieuwe machine daarom met de leus - "Where did the computer go?" (vrij vertaald "Waar is de computer gebleven?").
De iMac G5 werd vernieuwd in oktober 2005 met een dunner ontwerp, een ingebouwde iSight-webcam en de Front Row media centre interface met de bijbehorende afstandsbediening. Deze afstandsbediening, genaamd de Apple Remote, is uitgevoerd in hetzelfde hagelwit, is voorzien van zes knopjes en kan magnetisch aan de behuizing van de computer worden gehangen. De nieuwe iMac-uitvoering had eveneens een licht gebogen achterkant.
Begin 2006 stapte Apple over van PowerPC naar Intel x86-processors en werden de bestaande iMacs uitgerust met de splinternieuwe Intel Core Duo-processors. Het ontwerp bleef echter hetzelfde als dat van de iMac G5, maar de energiezuinigere Intel Core-processors vereisten minder koeling, waardoor deze iMacs wat stiller in gebruik werden.

### Polycarbonaat (2006-2007)

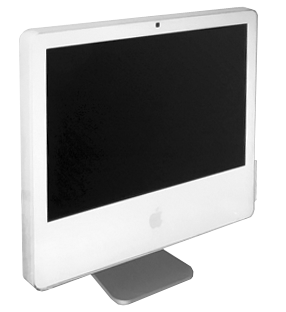
Polycarbonaat iMac

Op 6 september 2006 introduceerde Apple de vierde generatie iMacs. Het uiterlijk was nog steeds gebaseerd op de iMac G5 en de eerste Intel iMacs, maar deze nieuwe modellen uitgevoerd in polycarbonaat beschikten over de nieuwere Intel Core 2-processorlijn en verbeterde specificaties. Er waren vijf verschillende modellen.
Nieuw in deze lijn was een model met het grotere 24 inchscherm. Apple claimt dat deze modellen tot 50% sneller waren dan hun voorgangers. Het 20 en 24 inchmodel (51 cm en 61 cm) hadden een upgrade naar 2,33GHz-dualcore en het 24 inchmodel kon eventueel voorzien worden van een nVidia GeForce 7600 GT. Beide modellen, alsook het 17 inchmodel, konden tot 3 GB RAM bevatten. Alle drie konden desgewenst worden geleverd met een harde schijf van 500 GB, alleen het 24 inchmodel kon ook geleverd worden met een harde schijf van 750 GB.

### Aluminium (2007-2009)

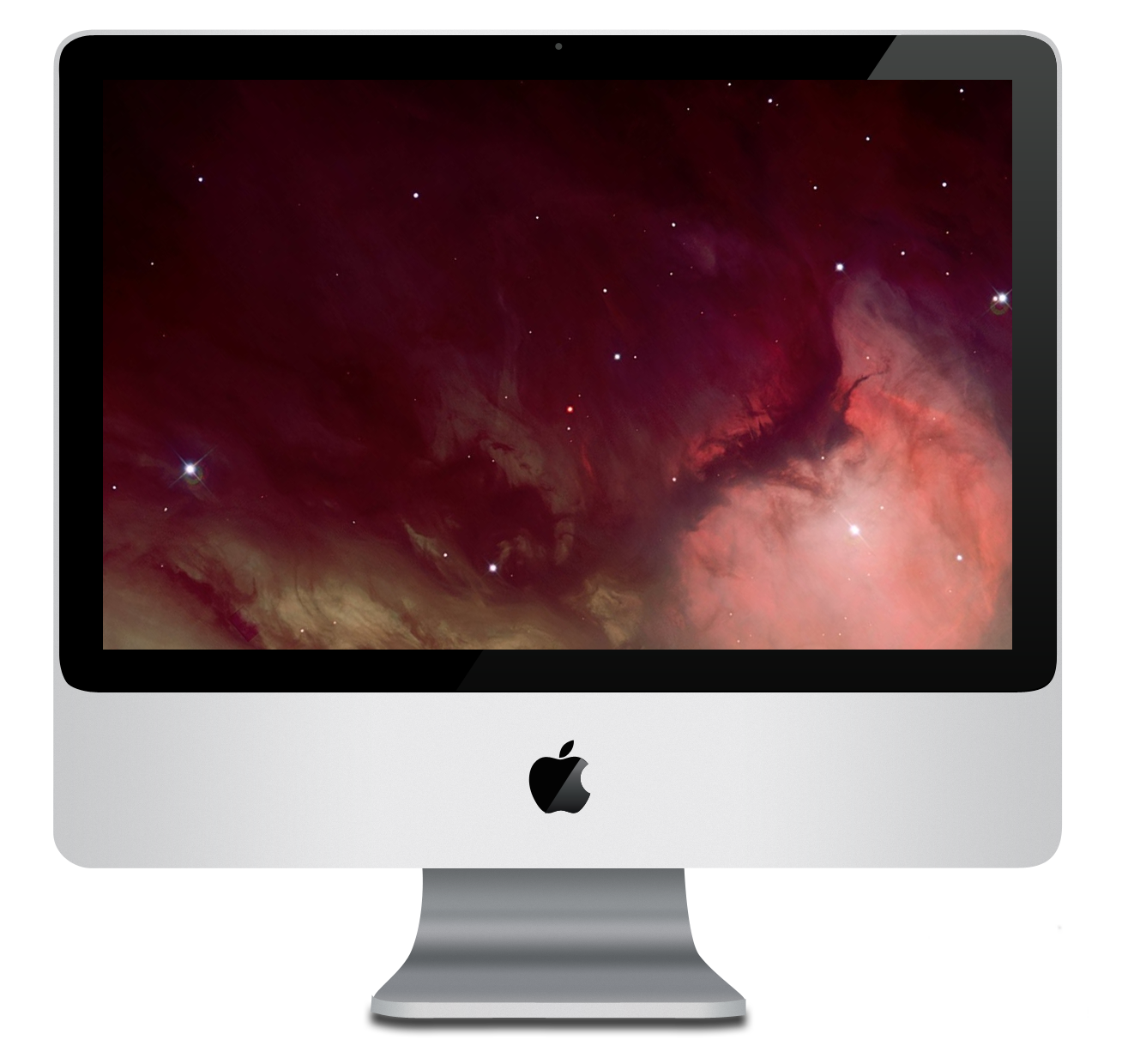
Aluminium iMac

Op 7 augustus 2007 introduceerde Apple een geheel vernieuwde lijn iMacs. Deze iMac is gebaseerd op de vierde generatie iMacs. Apple heeft vooral de vormgeving aangepast. Het frame is gemaakt van geanodiseerd aluminium en er is een glasplaat voor het scherm geplaatst. Dit, samen met de zwarte rand om het scherm heen, moest vooral foto's en films beter uit laten komen. Het aluminium en glas zijn recycleerbaar, wat de iMac milieuvriendelijker maakt.
Met de introductie van de nieuwe lijn iMacs is het 17 inchmodel uit de productie gehaald. In plaats daarvan bood Apple een 20 en een 24 inchmodel aan. Tevens werden de prijzen van beide modellen verlaagd.
Naast het nieuwe ontwerp zijn ook de specificaties van de hardware verhoogd.
Echter, op 28 april 2008 vernieuwde Apple de specificaties van de hele lijn iMacs. De iMacs kregen snellere processors, betere videokaarten en grotere harde schijven. Daarnaast verlaagde Apple ook nog de prijzen van de iMacs. De goedkoopste iMac kreeg daardoor een prijs van € 999,-.
Apple kreeg na de Mac Pro en de Macbook Air weer een primeur van Intel. In het duurste model iMac bevindt zich een Intel Core 2 Duo-processor die qua specificaties overeenkomt met een nieuwe processor van Intel die pas in juni 2008 op de markt komt. Tot die tijd mocht Apple deze exclusief gebruiken.

### Unibody (2009-2012)

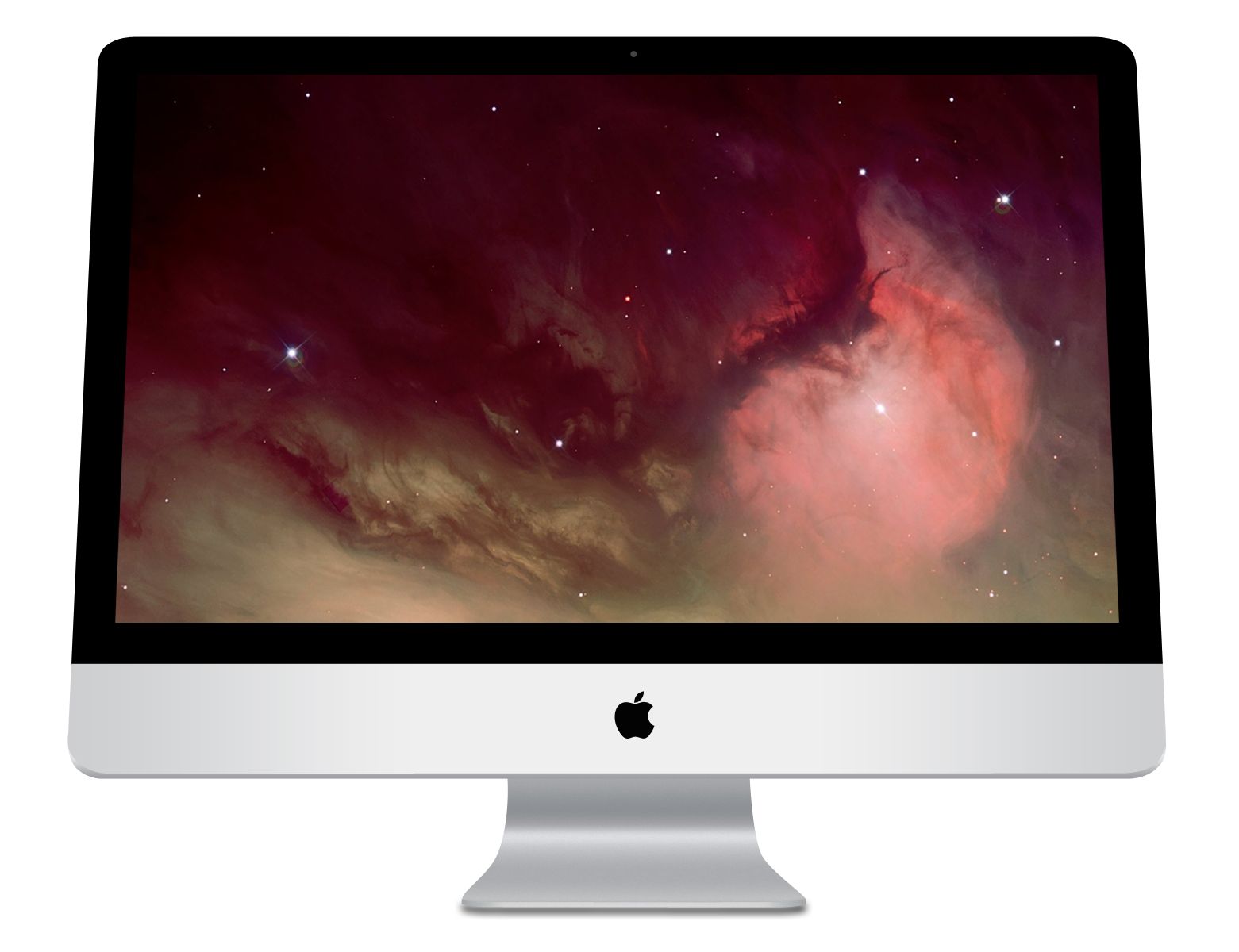
Unibody iMac

Op 20 oktober 2009 werd de Unibody iMac geïntroduceerd, waarbij de gehele computer is vervaardigd uit een enkel stuk aluminium. Dit model kreeg een led breedbeeldscherm met een verhouding van 16:9. Ook werden Intel i3-, i5- en i7-processors beschikbaar. De interne opslag werd verhoogd naar minimaal 500 GB, die kon worden uitgebreid naar 2 TB, of men kon kiezen voor een SSD van 256 gigabyte.
| Beeldscherm     | 21,5-inch (1920 × 1080 pixels)                                                                                        | 21,5-inch (1920 × 1080 pixels)                                                                                        | 27-inch (2560 × 1440 pixels)                                                                                          | 27-inch (2560 × 1440 pixels)                                                                                          |
| Processor       | Intel Core i5 2,5 GHz                                                                                                 | Intel Core i5 2,7 GHz                                                                                                 | Intel Core i5 2,7 GHz                                                                                                 | Intel Core i5 3,1 GHz                                                                                                 |
| Grafische kaart | AMD Radeon HD 6750M (512MB)                                                                                           | AMD Radeon HD 6770M (512MB)                                                                                           | AMD Radeon HD 6770M (512MB)                                                                                           | AMD Radeon HD 6970M (1GB)                                                                                             |
| Geheugen        | 4 GB (twee SO-DIMM's van 2 GB) 1333-MHz DDR3 SDRAM; uitbreidbaar tot 16 GB                                            | 4 GB (twee SO-DIMM's van 2 GB) 1333-MHz DDR3 SDRAM; uitbreidbaar tot 16 GB                                            | 4 GB (twee SO-DIMM's van 2 GB) 1333-MHz DDR3 SDRAM; uitbreidbaar tot 16 GB                                            | 4 GB (twee SO-DIMM's van 2 GB) 1333-MHz DDR3 SDRAM; uitbreidbaar tot 16 GB                                            |
| Opslag          | Seriële ATA, 500 GB, 7200 rpm                                                                                         | Seriële ATA, 1 TB, 7200 rpm                                                                                           | Seriële ATA, 1 TB, 7200 rpm                                                                                           | Seriële ATA, 1 TB, 7200 rpm                                                                                           |
| Optische schijf | Slot-loading 8x SuperDrive die DL-schijven met viervoudige snelheid brandt (dvd±r DL/dvd±rw/cd-rw)                    | Slot-loading 8x SuperDrive die DL-schijven met viervoudige snelheid brandt (dvd±r DL/dvd±rw/cd-rw)                    | Slot-loading 8x SuperDrive die DL-schijven met viervoudige snelheid brandt (dvd±r DL/dvd±rw/cd-rw)                    | Slot-loading 8x SuperDrive die DL-schijven met viervoudige snelheid brandt (dvd±r DL/dvd±rw/cd-rw)                    |
| Netwerk         | 10/100/1000BASE-T-(Gigabit-)ethernet, 54Mbps-802.11a/b/g ingebouwd AirPort Extreme-wifi (802.11n), Bluetooth 2.1+EDR. | 10/100/1000BASE-T-(Gigabit-)ethernet, 54Mbps-802.11a/b/g ingebouwd AirPort Extreme-wifi (802.11n), Bluetooth 2.1+EDR. | 10/100/1000BASE-T-(Gigabit-)ethernet, 54Mbps-802.11a/b/g ingebouwd AirPort Extreme-wifi (802.11n), Bluetooth 2.1+EDR. | 10/100/1000BASE-T-(Gigabit-)ethernet, 54Mbps-802.11a/b/g ingebouwd AirPort Extreme-wifi (802.11n), Bluetooth 2.1+EDR. |

### Slim (2012-2015)

Slim iMac

De zevende generatie verscheen op 30 november 2012 en was een dunner model, dat afloopt naar de schermranden. De computer werd uitgerust met Intel Core i5 en i7-processors, en standaard kreeg het 1 terabyte opslagruimte, dat kon worden uitgebreid naar 3 terabyte. Er waren ook opties om een Fusion Drive of flashgeheugen in te laten bouwen.

### Retina (2015-2021)
Apple introduceerde op 13 oktober 2015 een retinamodel met hogere schermresolutie. Enkele dagen later verscheen ook een 27 inchmodel (68 cm). Het 4K retinamodel heeft een beeldscherm met een resolutie van 4096×2304 pixels.
In 2017 kreeg de iMac Kaby Lake processors, sneller werkgeheugen, een verbeterde AMD-videokaart en Thunderbolt 3-poorten. In maart 2019 kwamen er snellere processors (Coffee Lake), waaronder een negende generatie i9-chip van Intel en een Radeon Vega grafische kaart.
In augustus 2020 kreeg deze generatie de laatste update. Het 21,5 inchmodel (55 cm) kreeg standaard een SSD, terwijl het 27 inchmodel (68 cm) tiende generatie Intel chips kreeg, een T2-chip, verbeterde camera en microfoon, 10 Gigabit ethernet, en tevens standaard een SSD voor snelle opslag.

### Apple silicon (2021-heden)

iMac met M1-processor

Op 20 april 2021 verscheen de negende generatie iMacs. De grootste verandering is de overstap naar Apple silicon, een serie door Apple zelf ontwikkelde processors. De desktopcomputer met M1-chip werd verkrijgbaar in zeven verschillende kleuren en bevat uitsluitend flashopslag, variërend van 256 GB tot 2 TB.
Apple maakte de iMac 11,5 mm dun, dit zorgde ervoor dat een hoofdtelefoonpoort aan de zijkant moest komen. Ook daalde het gewicht naar 4,4 kg. Andere opvallende eigenschappen van de computer zijn een externe stroomadapter met optioneel een aansluiting voor bedraad internet. Er zijn twee Thunderbolt 3-poorten met een maximale snelheid van 40Gbit/s, en optioneel zijn er twee extra USB 3-poorten verkrijgbaar (maximaal 10Gbit/s).
Het beeldscherm kreeg weer een witte rand, die volgens Apple beter zou passen in elk interieur. Het 24-inchscherm (61 cm) heeft een resolutie van 4480×2520 pixels.
Op 30 oktober 2023 kreeg het model een upgrade naar M3-chips.
De verkrijgbare kleuren in de M1- en M3-serie waren: blauw, groen, roze, zilver, geel, oranje en paars.
Een jaar later op 8 november 2024 verscheen een bijgewerkt model iMac met M4-processor. Het werkgeheugen werd verhoogd naar 16 GB om deze geschikt te maken voor Apple Intelligence. De iMac kan worden uitgebreid tot 32 GB werkgeheugen en tot 2 TB opslag. De interne camera bevat 12 megapixels en heeft ondersteuning voor het automatisch centreren van personen in het beeld en voor bureaubladweergave. De computer heeft twee of vier Thunderbolt 4-poorten/USB 4 (tot 40 Gb/s). De beschikbare kleuren zijn ditmaal blauw, paars, roze, oranje, geel, groen en zilver.

## Populaire media
De iMac-computer bezit een relatief grote bekendheid in populaire cultuur dankzij zijn herkenbare uiterlijk en Apples succesvolle marketing. De iMac en andere Apple Macintosh-computers zijn te zien in films, reclame en tv-series.